# А̄̇
Cette page contient des caractères spéciaux ou non latins. S’ils s’affichent mal (▯, ?, etc.), consultez la page d’aide Unicode.
А̄̇ (minuscule : а̄̇), appelé a macron point sucrit ou a macron point en chef, est une lettre additionnelle de l’alphabet cyrillique utilisée dans l’écriture du hunzib. Elle est composée du a ‹ А › diacrité d’un macron et d’un point suscrit.

## Utilisations
Le a macron point suscrit est utilisé dans l’alphabet hunzib du dictionnaire hunzib-russe d’Isakov et Khalilov publié en 2001.

## Représentation informatique
Le a macron point suscrit peut être représenté avec les caractères Unicode suivants (cyrillique, diacritiques), :
| formes    | représentations | chaînes de caractères | points de code       | descriptions                                                               |
| --------- | --------------- | --------------------- | -------------------- | -------------------------------------------------------------------------- |
| capitale  | А̄̇               | А◌̄◌̇                   | U+0410 U+0304 U+0307 | lettre majuscule cyrillique a diacritique macron diacritique point suscrit |
| minuscule | а̄̇               | а◌̄◌̇                   | U+0430 U+0304 U+0307 | lettre minuscule cyrillique a diacritique macron diacritique point suscrit |